# Binamang
Binamang is een bestuurslaag in het regentschap Kampar van de provincie Riau, Indonesië. Binamang telt 967 inwoners (volkstelling 2010).